# Вершник світанку
«Вершник на світанку» (англ. The Dawn Rider) — вестерн 1935 року режисера Роберта Н. Бредбері з Джоном Вейном в головній ролі.
Фільм колорізований та впищуений на DVD під назвою «Cold Vengeance».

## Сюжет
Джон Мейсон переслідує вбивцю свого батька, Радда Гордона. Ситуацію ускладнює той факт, що Радд — брат Еліс, жінки, в яку Мейсон закоханий. Аліса благає Джона не мститися, але конфлікт неминучий.

## У ролях
- Джон Вейн — Джон Мейсон
- Меріон Бернс — Еліс Гордон
- Денніс Мур — Радд Гордон
- Рід Гоус — Бен МакКлюр
- Джозеф де Грасс — тата Мейсона
- Якіма Канутт — власник салуну
- Ерл Двайр — Піт
- Нельсон Макдавелл — Бейтс

## Ремейк
У 2012 року вийшов ремейк під назвою «Dawn Rider», де роль Джона Мейсона Крістіан Слейтер.